# Cornelius Müller Hofstede
Pour les articles homonymes, voir Müller et Hofstede.
Cornelius Müller Hofstede (né le 2 février 1898 à Geisa et mort le 29 juillet 1974 à Berlin) est un historien de l'art allemand et directeur de la Gemäldegalerie de Berlin de 1957 à 1963.

## Biographie
Cornelius Müller Hofstede est le fils du pasteur Müller. Sa mère est une sœur du savant néerlandais Cornelis Hofstede de Groot (1863-1930). L'un de ses fils est l'historien de l'art Justus Müller Hofstede (1929-2015).
Il réussit son examen de fin d'études à Weimar en 1918. Il étudie ensuite à Munich avec Heinrich Wolfflin puis à Vienne et Berlin et en 1924 à Berlin avec l'historien de l'art Adolph Goldschmidt avec une thèse intitulée «Contributions à l'histoire du tableau historique biblique aux XVIe et XVIIe siècles en Hollande ». Même alors, il travaille temporairement pour son oncle Hofstede de Groot à La Haye. Dans les années suivantes, il publie plusieurs études sur la peinture baroque hollandaise, qui l'identifient comme un excellent expert de cette période.
Après un stage au Musée national bavarois de Munich et aux Musées d'État de Berlin avec Wilhelm von Bode, il travaille comme assistant et assistant principal au séminaire d'histoire de l'art à l'Université de Berlin avec Adolph Goldschmidt et Albert Erich Brinckmann de 1927 à 1934. Il choisit ensuite le nom de Müller Hofstede pour éviter toute confusion avec ses collègues.
En 1934, il décide de travailler dans le musée et prend un poste temporaire au Musée des Beaux-Arts de Silésie à Breslau, deux ans plus tard, il est nommé directeur général. Au cours de son mandat, quelques expositions intéressantes méritent d'être soulignées, qui, outre la peinture silésienne du XVIe siècle, se sont particulièrement consacrés à la peinture allemande du XIXe siècle, avec entre autres Caspar David Friedrich, Carl Blechen et Adolph Menzel. En tant qu'institut culturel central de l'État, le musée de Breslau est également impliqué dans le soin et l'enregistrement des collections d'art privées en Silésie et acquis des connaissances que la dictature national-socialiste a l'intention d'utiliser en ce qui concerne les gains de devises et les préparatifs de guerre. Ici, il s'agit principalement de la possession d'art juif, dont Müller Hofstede est responsable en tant que directeur. À cet égard, il a - dans la mesure où les dossiers pertinents permettent un jugement - "a soutenu de manière décisive et active l'exploitation des possessions d'art autrefois juives"  . L'activité de Müller Hofstede à Breslau prend fin en 1944 lorsqu'il est appelé au service militaire.
À la fin de la guerre, Müller Hofstede doit quitter Breslau et en 1945, après une escale à Weimar aux Archives Goethe et Schiller, il trouve une nouvelle sphère d'activité à Brunswick, où il est nommé chef de la galerie en 1947 et, depuis 1955, directeur du musée Herzog Anton Ulrich . Les collections de Brunswick doivent de nombreuses recherches à son activité scientifique, qui s'est principalement concentrée sur les images de Rembrandt et de son entourage. Il publie également des résultats importants pour déterminer le célèbre autoportrait de Giorgione.
Le point culminant de sa carrière professionnelle commence en 1957 lorsqu'il est nommé directeur de la Gemäldegalerie des anciens musées d'État de Berlin, qui à l'époque est situé à Berlin-Dahlem en raison de la division de la ville. Le retour dans la capitale allemande et au début de sa formation signifie également un défi pour les objectifs de ses recherches, qui s'adressent désormais principalement à Rembrandt. La genèse et la reconstruction du tableau de Rembrandt «La conspiration batave sous Claudius Civilis» au Musée national suédois de Stockholm est une priorité.
Müller Hofstede est membre de la Commission historique pour la Silésie. De 1961 à 1970, il est président de la Société historique d'art de Berlin.

## Publications (sélection)
- Abraham Bloemaert als Landschaftsmaler. In: Oud Holland 44, 1927, S. 193–208.
- mit J. Q. van Regteren Altena: Der Maler Jacob van Geel. In: Jahrbuch der preußischen Kunstsammlungen 52, 1931, S. 187–188.
- Bemerkungen zu Michael Willmanns Landschaftskunst. In: Der Oberschlesier 19, 1937, S. 245–247.
- Monumentale Glasgemälde von Ludwig Peter Kowalski in Schlesien (1940)
- Ausstellung von fünf Glasmalereien mit verschiedenen Entwürfen für Gobelins und Mosaiken, einer Applikationsarbeit und ausgewählter Gemälde von Ludwig Peter Kowalski anlässlich seines fünfzigsten Geburtstages (1941)
- Hinter Drahtzaun und Bahnschranke: zur Ausstellung von Professor Alexander Olbricht im Schlesischen Museum der bildenden Künste in Breslau (1941)
- Rembrandts Familienbild und seine Restaurierung (= Kunsthefte des Herzog Anton Ulrich-Museums 7). Braunschweig 1952.
- HdG 409. Eine Nachlese zu den Münchener Civilis-Zeichnungen. In: Kunsthistorisk Tidskrift 25, 1956, S. 42–55.
- Untersuchungen über Giorgiones Selbstbildnis in Braunschweig. In: Mitteilungen des Kunsthistorischen Institutes in Florenz 8, 1957, S. 13–34.
- Zwei schlesische Madonnen von Lucas Cranach: eine Erinnerung. Kulturwerk Schlesien, Würzburg 1958.
- Das Selbstbildnis des Lucas van Leyden im Herzog Anton Ulrich-Museum in Braunschweig. In: Festschrift Friedrich Winkler, Berlin 1959, S. 221–238.
- Das Stuttgarter Selbstbildnis von Rembrandt. In: Pantheon 1963, S. 65–100.
- Michael Willmann. Die Jakobsleiter. In: Schlesien, 1965, S. 193–201.
- Zur Genesis des Claudius Civilis-Bildes. In: Otto von Simson, Jan Kelch (Hrsg.): Neue Beiträge zur Rembrandt-Forschung, Berlin 1973, S. 12–30, 41–43.